# Lovčice u Kyjova
Lovčice, bis 1921 Velké Lovčice (deutsch Groß Lowtschitz, älter auch Lowschitz) ist eine Gemeinde in Tschechien. Sie liegt zwei Kilometer östlich von Ždánice und gehört zum Okres Hodonín.

## Geographie

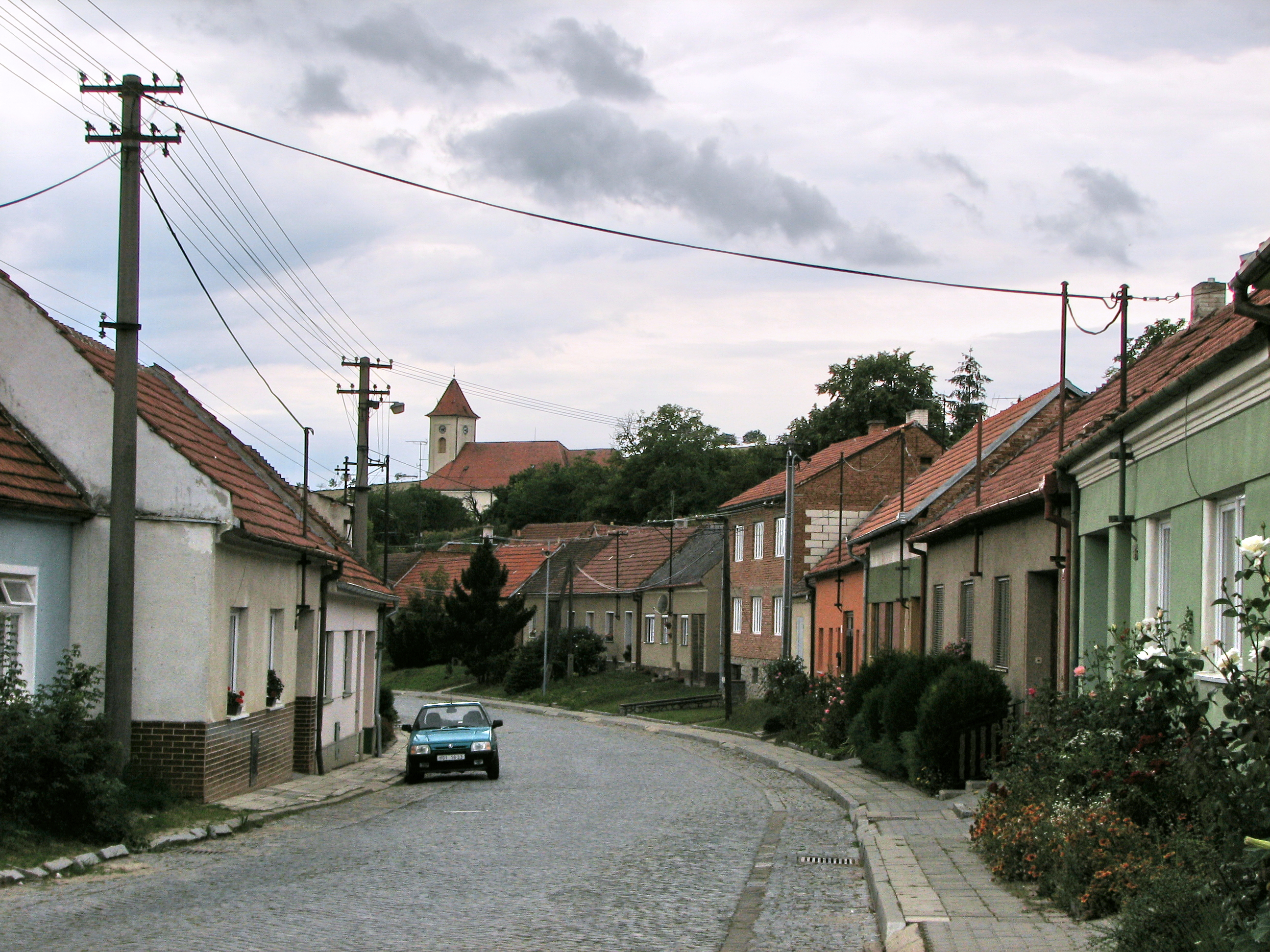
Hauptstraße durch den Ort (2008)

Lovčice befindet sich am südlichen Fuße des Steinitzer Waldes am Übergang zum Hügelland Věteřovská vrchovina. Das Dorf erstreckt sich am Zusammenfluss der Bäche Syslůvka und Jordánek zum Lovčický potok. Nördlich erheben sich die Červená hora (406 m) und U Slepice (Mitterberg, 438 m), im Nordosten die Kalvice (394 m), östlich die Borový (378 m) sowie im Nordwesten die Stará hora (363 m) und der Prostřední vrch (416 m).
Nachbarorte sind Nevojice und Letošov im Norden, Snovídky, Nemotice, Mouchnice, Jestřabice und Haluzice im Nordosten, Bohuslavice, Nechvalín und Ostrovánky im Südosten, Věteřov und Dražůvky im Süden, Archlebov im Südwesten, Ždánice im Westen sowie Mouřínov und Kloboučky im Nordwesten.

## Geschichte
Archäologische Funde belegen eine frühzeitliche Besiedlung des Gemeindegebiets. Während der Jungsteinzeit befand sich hier eine Siedlung der Bemaltkeramikkultur. Weitere Funde stammen aus der Bronze- und der Eisenzeit. 1975 wurde südöstlich des Dorfes auf einem Sporn über den Tälern des Nechvalínský potok und Soudný potok ein historisches Gräberfeld mit 179 Gräbern entdeckt. Die ältesten sechs sind der La-Tène-Zeit zuzuordnen. Die überwiegende Zahl der Funde stammt aus slawischen Kulturen, es wird angenommen, dass sich auf dem Sporn ein großmährischer Stützpunkt befand.
Die erste schriftliche Erwähnung des Dorfes erfolgte 1131 als landesherrlicher Besitz. In der Mitte des 13. Jahrhunderts gehörte eine Hälfte des Dorfes Smil von Zbraslav und Střílky, dieser überließ ihn um 1261 zusammen mit seinen Anteilen an Přestavlky und Zvíkov dem von ihm gegründeten Zisterzienserkloster Smilheim.
Erster bekannter Besitzer der anderen Hälfte von Lovčice, Přestavlky und Zvíkov bzw. Tikov war vor 1341 Bruno von Dražovice. Mit dessen Tod fielen seine Güter 1341 an den mährischen Markgrafen Karl heim. Karl schenkte den größten Teil davon dem Benediktinerinnenkloster Pustiměř; einen kleinen Anteil an Lovčice überließ er seinem Neffen Jobst. Beide Klöster bewirtschaften ihre Anteile an Lovčice nicht selbst, sondern reichten sie an wechselnde Pächter weiter. Seit 1371 ist in Lovčice eine Pfarre nachweisbar. 1397 schenkte Markgraf Jobst seinen Anteil Zdenko von Sternberg. Die im oberen Teil des heutigen Dorfes gelegene Ansiedlung Tikov erlosch in der ersten Hälfte des 15. Jahrhunderts, Přestavlky fiel während des böhmisch-ungarischen Krieges wüst. Ihre Fluren verschmolzen mit Lovčice. Im Jahre 1548 erwarb Jan Ždánický von Zástřizl beide klösterlichen Anteile und schlug sie seiner Herrschaft Ždánice zu. Nachfolgende Besitzer waren die Herren von Kaunitz. Zum Ende des 16. Jahrhunderts bestand in Lovčice eine Ölpresse. Nach der Schlacht am Weißen Berg wurden die Güter der Grafen von Kaunitz konfisziert und 1622 an die Liechtensteiner verkauft. Nach dem Erlöschen der Pfarre wurde das Dorf 1626 nach Ždánice eingepfarrt. 1717 stiftete der Ždánicer Pfarrer Wenzel Zimper in Lovčice eine Lokalie, zu deren Sprengel auch Ostrovánky, Věteřov und Nechvalín gehörten. Die Bewohner von Lovčice lebten von der Landwirtschaft, dem Weinbau und der Köhlerei sowie der Hausweberei. In der Mitte des 18. Jahrhunderts erreichten die Weinberge mit knapp 57 ha ihre größte Ausdehnung. Zum Ende des 18. Jahrhunderts entstand eine Schule. Diese bezog 1836 ein neues Schulhaus auf dem Gelände des ehemaligen Friedhofs. 1834 lebten in den 160 Häusern des Dorfes 937 Personen. Bis zur Mitte des 19. Jahrhunderts blieb Lovčice immer der Herrschaft Ždánice untertänig.
Nach der Aufhebung der Patrimonialherrschaften bildete Velké Lovčice/Groß Lowtschitz ab 1850 eine Gemeinde in der Bezirkshauptmannschaft Gaya. Zum Ende des 19. Jahrhunderts lag der Weinbau darnieder und ein Teil der Weinberge wurde in Obstgärten, Felder und Weideland umgewandelt. Oberhalb des Dorfes befand sich die herrschaftliche Wassermühle, zudem gab es noch zwei Windmühlen. 1896 gründete sich die Freiwillige Feuerwehr. Die im selben Jahre für 1400 Gulden beschaffte Feuerspritze ist noch erhalten; sie wurde bis 1940 regulär genutzt. Im Jahre 1900 wurde ein neues größeres Schulhaus eingeweiht, dieses wird bis heute als Kindergarten, Grundschule und Post genutzt. Seit 1921 führt die Gemeinde den Namen Lovčice. Nach der Aufhebung des Okres Kyjov wurde der Ort 1960 dem Okres Hodonín zugeordnet. Im Tal Žleby wurden 2006 als Hochwasserschutz vor einem Durchbruch des Soudný potok über sein früheres Flussbett zur Syslůvka Trockenpolder angelegt.

## Gemeindegliederung
Für die Gemeinde Lovčice sind keine Ortsteile ausgewiesen.

## Sehenswürdigkeiten
- Neoromanische Kirche St. Peter und Paul, errichtet 1803–1805
- Pfarrhaus, errichtet 1914 anstelle eines maroden Vorgängerbaus
- Wegekapelle der Jungfrau Maria, über dem Dorf in den Feldern v Kučích
- Statue des hl. Johannes von Nepomuk
- Frühzeitliches Gräberfeld auf dem Sporn über dem Tälern des Nechvalínský potok und Soudný potok südöstlich des Dorfes
- Naturreservat U Vrby, nördlich des Dorfes am U Slepice
- Stauweiher im Tal des Jordánek, nördlich des Dorfes

## In Lovčice u Kyjova geboren
- Vojtěch Blatný (1864–1954), Organist und Chorleiter